# Coupe de Belgique féminine de rugby à XV
 (avril 2016).
Si vous disposez d'ouvrages ou d'articles de référence ou si vous connaissez des sites web de qualité traitant du thème abordé ici, merci de compléter l'article en donnant les références utiles à sa vérifiabilité et en les liant à la section « Notes et références ».
La Coupe de Belgique féminine de rugby à XV ou Ladies' Cup qui fut organisée lors de ses deux premières éditions sous forme d'un tournoi est maintenant calquée sur la formule de la Coupe de Belgique de rugby à XV et complète le Championnat de Belgique féminin de rugby à XV.
Elle permet comme sa formule masculine aux équipes qui perdent lors du premier tour de passer en Coupe de l'effort ou Ladies' Plate.

## Palmarès
| Année | Vainqueur            |
| ----- | -------------------- |
| 2013  | Leuven RC            |
| 2014  | Dendermonde          |
| 2015  | Boitsfort Rugby Club |
| 2016  | Dendermonde          |
| 2017  | Leuven RC            |
| 2018  | Boitsfort Rugby Club |
| 2019  | Coumères             |

| Année | Vainqueur   |
| ----- | ----------- |
| 2015  | RC Soignies |
| 2016  | Oudenaarde  |
| 2018  | Hamme RC    |
| 2018  | Brigandze   |
| 2019  | Brigandze   |

## Tableau final

### 2016
|  | Quarts de finale                  | Quarts de finale        |                         |    | Demi-finales | Demi-finales |  |  | Finale     | Finale     |
|  | Quarts de finale                  | Quarts de finale        |                         |    | Demi-finales | Demi-finales |  |  | Finale     | Finale     |
|  |                                   |                         |                         |    |              |              |  |  |            |            |
|  | le 20 février                     | le 20 février           |                         |    | le 9 avril   | le 9 avril   |  |  | le 21 mars | le 21 mars |
|  | le 20 février                     | le 20 février           |                         |    | le 9 avril   | le 9 avril   |  |  | le 21 mars | le 21 mars |
|  | RC Soignies                       | 25                      |                         |    | le 9 avril   | le 9 avril   |  |  | le 21 mars | le 21 mars |
|  | RC Soignies                       | 25                      |                         |    | le 9 avril   | le 9 avril   |  |  | le 21 mars | le 21 mars |
|  | Standard rugby club Chaudfontaine | fft                     |                         |    | le 9 avril   | le 9 avril   |  |  | le 21 mars | le 21 mars |
|  | Standard rugby club Chaudfontaine | fft                     | RC Soignies             | 12 |              |              |  |  | le 21 mars | le 21 mars |
|  | le 20 février                     |                         | RC Soignies             | 12 |              |              |  |  | le 21 mars | le 21 mars |
|  |                                   | Dendermondse Rugby Club | 44                      |    |              |              |  |  | le 21 mars | le 21 mars |
|  | Dendermondse Rugby Club           | Dendermondse Rugby Club | 44                      | 38 |              |              |  |  | le 21 mars | le 21 mars |
|  | Dendermondse Rugby Club           |                         |                         | 38 |              |              |  |  | le 21 mars | le 21 mars |
|  | Coq Mosan                         | 0                       |                         |    |              |              |  |  | le 21 mars | le 21 mars |
|  | Coq Mosan                         | 0                       | Dendermondse Rugby Club | 36 |              |              |  |  |            |            |
|  | le 20 février                     |                         | Dendermondse Rugby Club | 36 |              |              |  |  |            |            |
|  |                                   | Leuven                  | 17                      |    |              |              |  |  |            |            |
|  | Royal Kituro Rugby Club           | Leuven                  | 17                      | 12 |              |              |  |  |            |            |
|  | Royal Kituro Rugby Club           | le 9 avril              |                         | 12 |              |              |  |  |            |            |
|  | Boitsfort Rugby Club              | 39                      |                         |    |              |              |  |  |            |            |
|  | Boitsfort Rugby Club              | 39                      | Boitsfort Rugby Club    | 5  |              |              |  |  |            |            |
|  | le 20 février                     |                         | Boitsfort Rugby Club    | 5  |              |              |  |  |            |            |
|  |                                   | Leuven                  | 19                      |    |              |              |  |  |            |            |
|  | Leuven                            | Leuven                  | 19                      | 43 |              |              |  |  |            |            |
|  | Leuven                            |                         |                         | 43 |              |              |  |  |            |            |
|  | Gand                              | 19                      |                         |    |              |              |  |  |            |            |
|  | Gand                              | 19                      |                         |    |              |              |  |  |            |            |

### 2015
|  | Quarts de finale        | Quarts de finale        |                      |    | Demi-finales | Demi-finales |  |  | Finale     | Finale     |
|  | Quarts de finale        | Quarts de finale        |                      |    | Demi-finales | Demi-finales |  |  | Finale     | Finale     |
|  |                         |                         |                      |    |              |              |  |  |            |            |
|  | le 6 décembre           | le 6 décembre           |                      |    | le 7 mars    | le 7 mars    |  |  | le 21 mars | le 21 mars |
|  | le 6 décembre           | le 6 décembre           |                      |    | le 7 mars    | le 7 mars    |  |  | le 21 mars | le 21 mars |
|  | Famenne                 | fft                     |                      |    | le 7 mars    | le 7 mars    |  |  | le 21 mars | le 21 mars |
|  | Famenne                 | fft                     |                      |    | le 7 mars    | le 7 mars    |  |  | le 21 mars | le 21 mars |
|  | Boitsfort Rugby Club    | 25                      |                      |    | le 7 mars    | le 7 mars    |  |  | le 21 mars | le 21 mars |
|  | Boitsfort Rugby Club    | 25                      | Boitsfort Rugby Club | 22 |              |              |  |  | le 21 mars | le 21 mars |
|  | le 6 décembre           |                         | Boitsfort Rugby Club | 22 |              |              |  |  | le 21 mars | le 21 mars |
|  |                         | Coq Mosan               | 12                   |    |              |              |  |  | le 21 mars | le 21 mars |
|  | Coq Mosan               | Coq Mosan               | 12                   | 57 |              |              |  |  | le 21 mars | le 21 mars |
|  | Coq Mosan               |                         |                      | 57 |              |              |  |  | le 21 mars | le 21 mars |
|  | Zelle                   | 7                       |                      |    |              |              |  |  | le 21 mars | le 21 mars |
|  | Zelle                   | 7                       | Boitsfort Rugby Club | 12 |              |              |  |  |            |            |
|  | le 6 décembre           |                         | Boitsfort Rugby Club | 12 |              |              |  |  |            |            |
|  |                         | Dendermondse Rugby Club | 7                    |    |              |              |  |  |            |            |
|  | Dendermondse Rugby Club | Dendermondse Rugby Club | 7                    | 25 |              |              |  |  |            |            |
|  | Dendermondse Rugby Club | le 7 mars               |                      | 25 |              |              |  |  |            |            |
|  | Anvers                  | fft                     |                      |    |              |              |  |  |            |            |
|  | Anvers                  | fft                     | Leuven               | 19 |              |              |  |  |            |            |
|  | le 6 décembre           |                         | Leuven               | 19 |              |              |  |  |            |            |
|  |                         | Dendermondse Rugby Club | 21                   |    |              |              |  |  |            |            |
|  | Leuven                  | Dendermondse Rugby Club | 21                   | 50 |              |              |  |  |            |            |
|  | Leuven                  |                         |                      | 50 |              |              |  |  |            |            |
|  | Gent                    | 36                      |                      |    |              |              |  |  |            |            |
|  | Gent                    | 36                      |                      |    |              |              |  |  |            |            |